# Osphronemus laticlavius
Osphronemus laticlavius Roberts, 1992 conosciuto comunemente come gurami gigante dalle pinne rosse, è un grosso pesce d'acqua dolce appartenente alla famiglia Osphronemidae.

## Distribuzione e habitat
Questa specie è diffusa nel sud-est asiatico (Malaysia e Indonesia), dove abita le acque lente di fiumi, paludi e laghi. 

## Descrizione
Il gurami gigante dalle pinne rosse presenta un corpo massiccio, compresso ai fianchi: visto di fianco presenta una forma ovaloide, con peduncolo caudale massiccio. La testa è camusa, con mandibola prominente. Le pinne pettorali sono grosse e arrotondate, così la dorsale e l'anale (leggermente allungata). Anche la coda è tondeggiante; le pinne ventrali sono filiformi. 

La livrea varia dal grigio azzurro, al grigio-verde fino al bruno, più scura sul dorso, alla radice delle pinne pettorali compare un ocello nero; un altro ocello nero, più grande, è presente sul peduncolo caudale. Le pinne orlate di rosso vivo. Le femmine presentano colori più smorti. 

Raggiunge una lunghezza massima di 50 cm.

## Riproduzione
Il maschio costruisce un nido di bolle e corteggia una femmina, convincendola ad accoppiarsi con lui al di sotto della struttura. Le uova vengono raccolte dal maschio ed inserite tra le bolle. Il maschio si prende cura delle uova e della prole.

## Alimentazione
Tendenzialmente erbivoro, non disdegna comunque cibo animale.

## Acquariofilia
L'aspetto particolare e il colore vistoso ne hanno fatto un affascinante ospite di molti acquari occidentali di appassionati: vista la lunghezza massima raggiunta infatti non è molto diffuso nei negozi specifici.